# Institut estonien
L'Institut estonien (en estonien : Eesti Instituut) est une organisation non gouvernementale et à but non lucratif dont l'objectif est de promouvoir la culture estonienne à l'étranger. 
L'institut est fondé en 1989 par Lennart Meri comme un ministère des Affaires étrangères souterrain dans le combat pour l'indépendance. Le directeur actuel de l'institut est Mart Meri, philologue, spécialiste des  langues finno-ougriennes et fils de Lennart Meri.

## Représentations
L'Institut a des bureaux à Helsinki, Stockholm et Budapest. Son siège est à Tallinn.